# Il giardino delle bestie - Berlino 1934
Il giardino delle bestie. Berlino 1934 (titolo orig. In the Garden of Beasts: Love, Terror, and an American Family in Hitler's Berlin) è un saggio storico di Erik Larson, basato su fatti realmente accaduti durante l'ascesa al potere di Adolf Hitler e del Partito Nazionalsocialista Tedesco dei Lavoratori, nella Germania nazista degli anni trenta. Opera saggistica, utilizza lo stile, le tecniche e gli strumenti del romanzo per raccontare i fatti storici, resi con imparzialità.

## Tema
Il libro è incentrato sulle figure dell'ambasciatore USA a Berlino William E. Dodd, della moglie Martha "Mattie" Johns, dei figli Martha Dodd e William E. Dodd jr. e si basa su documenti diplomatici, lettere, appunti personali e diari (segnatamente quelli di William Dodd e della figlia Martha).

Il titolo fa riferimento al famoso parco di Berlino chiamato Großer Tiergarten, situato nel quartiere omonimo di Tiergarten, ai cui margini sorgeva la residenza dei Dodd e attraverso cui l'ambasciatore faceva lunghe passeggiate, non solo di piacere ma anche per incontrare colleghi diplomatici con cui desiderava scambiare quattro chiacchiere senza che orecchie indiscrete ascoltassero. Tiergarten può essere tradotto in Giardino degli animali o, se si vuole, Giardino delle bestie.
La narrazione si svolge prevalentemente a Berlino nel periodo che va dall'estate 1933 al dicembre 1937, il periodo in cui al docente di storia all'Università di Chicago William Dodd - sessantaquattrenne, di corporatura snella e dagli occhi chiari, appassionato delle cose del Vecchio Sud degli Stati Uniti, sul quale scrisse dei testi - fu affidata in circostanze abbastanza casuali dal presidente Franklin Delano Roosevelt in persona la carica di ambasciatore a Berlino nel periodo in cui la pressione nazista cominciava a esercitare i suoi effetti specialmente nell'ambito della discriminazione verso la popolazione di fede ebraica. In realtà Dodd era una quarta o quinta scelta, dopo che altri candidati avevano preferito declinare la carica, relativa a una località - Berlino, appunto - ritenuta probabilmente di non facile gestione.

## Trama
Il racconto si snoda - attraverso le annotazioni tratte dai diari dei Dodd padre e figlia - fino al dicembre 1937. E poi si assisterà alla famigerata Notte dei cristalli del novembre 1938, alla vigilia della seconda guerra mondiale con l'invasione della Polonia e fino al compimento dell'Olocausto con l'orrore rivelato dei campi di concentramento nazisti.
Questo l'incipit del libro:
(nell'immagine in alto: Il Partito nazista sta salendo al potere. Adolf Hitler nel 1932 mentre conversa con Hermann Göring e Ernst Hanfstaengl, detto Putzi, amico intimo del führer)
L'ambasciatore Dodd - che quarant'anni prima dei fatti narrati, aveva conseguito dottorato a Lipsia e che quindi conosceva bene la lingua tedesca oltre che la mentalità tedesca e, soprattutto, amava la Germania e i suoi abitanti - quando, nel luglio 1933, prese possesso del suo ufficio non ebbe coscienza subito della durezza dei gerarchi nazisti nel perseguimento del potere in un paese uscito malconcio dalla prima guerra mondiale e del pericolo che essi costituivano per la pace nel continente europeo.
Solo in seguito, quando gli fu possibile apprendere la cruda realtà, e manifestò neppure troppo larvatamente il suo personale ostracismo al regime, fu inviso alle alte cariche naziste. Inizialmente, quindi, fu - forse in ragione di una certa ingenuità - portato a credere che le accuse di antisemitismo che venivano da più parti rivolte a Hitler, ai suoi gerarchi e al nazismo in generale fossero frutto di esagerazione.
La stessa estroversa e passionale figlia Martha - giunta in Germania al seguito della famiglia fresca di divorzio da un estemporaneo matrimonio contratto giovanissima in USA e che poi sarebbe diventata una spia dell'URSS - rimase inizialmente affascinata dallo charme della vita mondana che animava la Berlino degli anni trenta, pietra miliare di quello che avrebbe dovuto essere il Reich millenario vaticinato da Hitler. Facile agli innamoramenti, Martha Dodd intraprese diverse relazioni con personalità di spicco del regime, fra cui il primo capo della Gestapo Rudolf Diels, e il segretario d'ambasciata nonché agente segreto del NKVD Boris Vinogradov.
Bastarono pochi mesi ai Dodd per rendersi conto - fino a diventarne critici e inorriditi testimoni - della falsità della propaganda nazista e di quali brutalità essa fosse capace (fino al culmine della cosiddetta Notte dei lunghi coltelli nel giugno 1934). Vani furono tutti i tentativi di sensibilizzare l'amministrazione Roosevelt sugli orrori compiuti dal nazismo: quando si accorse che la vita a Berlino gli era ormai impossibile, Dodd chiese di essere fatto rientrare negli Stati Uniti indicando come data di possibile fine mandato la primavera del 1938. Il precipitare della situazione e, soprattutto, l'ostracismo mostrato dalle alte sfere naziste nei suoi confronti, costrinsero le autorità di Washington ad anticiparne il rientro alla fine del 1937 (Dodd morirà poi per malattia nel febbraio 1940 a breve distanza dalla morte della moglie "Mattie").

## Personaggi storici presenti nel libro
- Rudolf Diels, capo della Gestapo dal 1933 al 1934.
- William Dodd, insegnante di storia a Chicago. Fu chiamato a guidare l'ambasciata statunitense a Berlino dal presidente Franklin Delano Roosevelt il quale aveva registrato difficoltà a reperire qualcuno che volesse assumere la carica.
- Martha Dodd, vivace figlia dell'ambasciatore; ebbe numerose storie d'amore con figure di prestigio di Berlino, e nella parte finale della sua vita fu spia sovietica, con residenza a Praga.
- Hermann Göring.
- Fritz Haber.
- Mildred Fish-Harnack, amica di Martha e accademica statunitense a Berlino.
- Ernst Hanfstaengl, detto Putzi, amico intimo di Adolf Hitler e di Martha Dodd.
- Reinhard Heydrich.
- Adolf Hitler.
- H. V. Kaltenborn, annunciatore statunitense, perseguitato dal regime nazista insieme ai suoi familiari per non aver porto il saluto nazista durante una parata delle Sturmabteilung nel 1933.
- Edgar Ansel Mowrer, corrispondente capo da Berlino del Chicago Daily News; fu uno dei primi a riferire degli abusi e delle violenze naziste in suolo tedesco. Fu costretto a lasciare la Germania per motivi di sicurezza.
- George S. Messersmith, console a Berlino.
- Franz von Papen, vicecancelliere sotto la presidenza Hindenburg.
- William Phillips, sottosegretario di stato USA.
- Ernst Röhm.
- Sigrid Schultz, esponente dell'ambiente culturale di Berlino.
- William Shirer, corrispondente esteri del Chicago Daily News.
- Hans Thomsen.
- Ernst Udet.
- Stephen Samuel Wise, influente rabbino statunitense che viaggiò con Dodd sulla nave che lo portava in Germania nell'estate 1933.

## Edizioni italiane
- Il giardino delle bestie. Berlino 1934, trad. Raffaella Vitangeli, Collana Bloom n.52, Vicenza, Neri Pozza, 2012, pag. 560, ISBN 978-88-545-0574-2; Collana Biblioteca n.1, Neri Pozza, 2014.